# Garfield and Friends
Garfield and Friends er en amerikansk animeret tv-serie løst baseret på tegneserien Garfield af Jim Davis og produceret af Film Roman. Showet blev oprindeligt sendt hver lørdag på CBS i syv sæsoner fra 1988 til 1994. I alt blev 121 episoder produceret.
Hvert afsnit består af 3 forskellige segmenter pr. afsnit og varer cirka 22 minutter i fuld længde. Normalt det første og tredje segment omhandler Garfield, mens det andet segment omhandler U.S. Acres, en anden tegneserie lavet af Davis.

## Dansk udgivelse
I Danmark blev Garfield and Friends sendt på TV2 og dubbingen blev foretaget af David Lydproduktion A/S med Flemming Jensen som Garfield.
Serien er efterfølgende udgivet på DVD af Sandrew Metronome med udvalgte episoder i Danmark, mens alle 121 episoder findes på hjemmevideo og streamingtjenester i USA.

## Engelske stemmer
- Lorenzo Music - Garfield
- Thom Huge - Jon Arbuckle og diverse roller
- Gregg Berger - Odie og diverse roller
- Desirée Goyette - Nermal
- Julie Payne - Dr. Liz Wilson og diverse roller
- Gary Owens - Speaker
- Victoria Jackson - Penelope Pussycat
- Pat Buttram - Cactus Jake
- Howard Morris - diverse roller
- Mark Hamill - Curdman
- Frank Welker - diverse roller

## Danske stemmer
- Flemming Jensen - Garfield
- Johan Vinde - Harald Jensen
- Mille Hoffmeyer Lehfeldt - Bettemus
- Torben Sekov - Speaker (intro titel)
- Ann Hjort - øvrig medvirkende
- Vibeke Hastrup - øvrig medvirkende
- Hans Henrik Bærentsen - øvrig medvirkende